# Camenta
Camenta är ett släkte av skalbaggar. Camenta ingår i familjen Melolonthidae.

## Dottertaxa tillCamenta, i alfabetisk ordning[1]
- Camenta angolensis
- Camenta antennalis
- Camenta atrata
- Camenta bicolor
- Camenta brevicollis
- Camenta brevipilosa
- Camenta capicola
- Camenta castaneipennis
- Camenta coronata
- Camenta elongata
- Camenta ertli
- Camenta excisa
- Camenta exsecata
- Camenta fulviventris
- Camenta infaceta
- Camenta innocua
- Camenta kamerunensis
- Camenta kapiriensis
- Camenta katangensis
- Camenta kivuensis
- Camenta longiclava
- Camenta lurida
- Camenta lydenburgiana
- Camenta macrophylla
- Camenta madecassa
- Camenta magnicornis
- Camenta manguensis
- Camenta nigricollis
- Camenta obesa
- Camenta puerilis
- Camenta rubropilosa
- Camenta rufobrunnea
- Camenta rufoflava
- Camenta salisburiana
- Camenta schoutedeni
- Camenta setosella
- Camenta sjoestedti
- Camenta tinanti
- Camenta usambarana
- Camenta westermanni